# Enna (Trechaleidae)
Enna là một chi nhện trong họ Trechaleidae.